# みずき (茅ヶ崎市)
みずきは、神奈川県茅ヶ崎市の町名。現行行政地名はみずき一丁目からみずき四丁目。住居表示実施済区域。

## 地理
茅ヶ崎市の北部に位置し、北と東に下寺尾、南東に松風台、南と西に香川と接している。

### 河川
- 駒寄川

## 歴史

### 沿革
- 2005年（平成17年）11月28日 - 住居表示の実施に伴い、香川、下寺尾の各一部を分離し、みずき一丁目からみずき三丁目を新設[5][6]。
- 2006年（平成18年）11月20日 - 住居表示の実施に伴い、香川の一部を分離し、みずき四丁目を新設[5][6]。

## 世帯数と人口
2023年（令和5年）9月1日現在（茅ヶ崎市発表）の世帯数と人口は以下の通りである。
| 丁目         | 世帯数    | 人口    |
| ------------ | --------- | ------- |
| みずき一丁目 | 225世帯   | 593人   |
| みずき二丁目 | 380世帯   | 1,052人 |
| みずき三丁目 | 222世帯   | 711人   |
| みずき四丁目 | 351世帯   | 890人   |
| 計           | 1,178世帯 | 3,246人 |

### 人口の変遷
国勢調査による人口の推移。
| 年                 | 人口  |
| ------------------ | ----- |
| 2010年（平成22年） | 2,681 |
| 2015年（平成27年） | 3,175 |
| 2020年（令和2年）  | 3,286 |

### 世帯数の変遷
国勢調査による世帯数の推移。
| 年                 | 世帯数 |
| ------------------ | ------ |
| 2010年（平成22年） | 951    |
| 2015年（平成27年） | 1,107  |
| 2020年（令和2年）  | 1,162  |

## 学区
市立小・中学校に通う場合、学区は以下の通りとなる（2023年3月時点）。
- 丁目、番・番地等 : 一丁目〜四丁目、各全域
  - 小学校 : 茅ヶ崎市立香川小学校
  - 中学校 : 茅ヶ崎市立北陽中学校

## 事業所
2021年（令和3年）現在の経済センサス調査による事業所数と従業員数は以下の通りである。
| 丁目         | 事業所数 | 従業員数 |
| ------------ | -------- | -------- |
| みずき一丁目 | 6事業所  | 34人     |
| みずき二丁目 | 13事業所 | 105人    |
| みずき三丁目 | 8事業所  | 31人     |
| みずき四丁目 | 14事業所 | 114人    |
| 計           | 41事業所 | 284人    |

### 事業者数の変遷
経済センサスによる事業所数の推移。
| 年                 | 事業者数 |
| ------------------ | -------- |
| 2016年（平成28年） | 32       |
| 2021年（令和3年）  | 41       |

### 従業員数の変遷
経済センサスによる従業員数の推移。
| 年                 | 従業員数 |
| ------------------ | -------- |
| 2016年（平成28年） | 224      |
| 2021年（令和3年）  | 284      |

## 施設
- フードマーケット マム 湘南みずき店[13]

## その他

### 日本郵便
- 郵便番号 : 253-0088[3]（集配局 : 茅ヶ崎郵便局[14]）。